# Agnes Morton
Agnes Mary »Agatha« Morton-Stewart, angleška tenisačica, * 6. marec 1872, Halstead, Essex, Anglija, † 5. februar 1962, Kensington, Greater London, Anglija.
V letih 1908 in 1909 se je uvrstila v finale turnirja za Prvenstvo Anglije, kjer sta jo premagali Charlotte Cooper Sterry v dveh nizih in Dora Boothby v treh nizih. V konkurenci ženskih dvojic je leta 1914 osvojila turnir skupaj z Elizabeth Ryan. Nastopila je na Olimpijskih igrah 1908, kjer je osvojila četrto mesto v posamični konkurenci.

## Finali Grand Slamov

### Posamično (2)

#### Porazi (2)
| Leto | Turnir            | Nasprotnica v finalu    | Rezultat finala |
| 1908 | Prvenstvo Anglije | Charlotte Cooper Sterry | 4–6, 4–6        |
| 1909 | Prvenstvo Anglije | Dora Boothby            | 4–6, 6–4, 6–8   |

### Ženske dvojice (1)

#### Zmage (1)
| Leto | Turnir            | Partnerica     | Nasprotnici v finalu        | Rezultat finala |
| 1914 | Prvenstvo Anglije | Elizabeth Ryan | Edith Hannam Ethel Larcombe | 6–1, 6–3        |